# Subproletariat

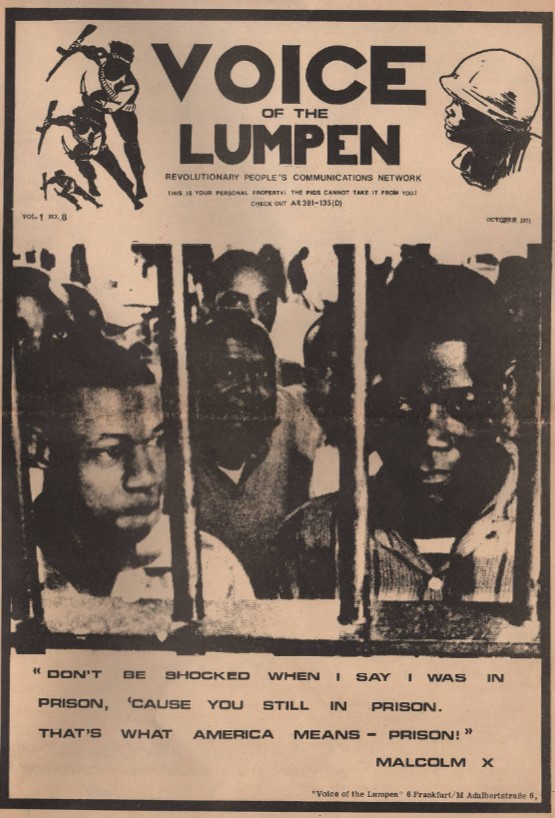
Coberta de la publicació estatunidenca Voice of the Lumpen d'octubre del 1971, que s'oposava a l'imperialisme, el capitalisme i el racisme, centrada sobretot en aquesta darrera qüestió amb perspectiva negra.

El subproletariat o lumpenproletariat és un terme encunyat per Karl Marx per referir-se a la classe social més baixa de la societat. Aquesta classe agrupa tota aquella població que es troba en la misèria i que no pot (o no vol) vendre la seva força de treball. Dins aquest grup, segons Marx, hi trobem lladres, prostitutes, criminals, estafadors, aturats crònics, incapacitats, desarrelats, captaires, rodamons, etc. En èpoques de crisi, un gran nombre de joves nodreix el subproletariat, ja que no poden trobar la possibilitat d'entrar en el procés productiu com a proletariat i així poder vendre la seva força de treball a canvi d'un salari.
Marx i Engels defineixen aquest terme per primera vegada en la seva obra conjunta La ideologia alemanya (1845) i posteriorment Marx anirà aprofundint-hi en diverses obres.
Segons Marx, el subproletariat no tenia motius reals per a participar en la revolució i, de fet, considerava que estaven interessats a preservar l'estructura de classes actual, ja que els membres del subproletariat sovint depenen de la caritat de la burgesia i l'aristocràcia per a la supervivència diària. En aquest sentit, Marx veia el subproletariat com una força contrarevolucionària.
Aquesta definició de Marx ha influenciat nombrosos sociòlegs, marxistes o no, que en l'actualitat utilitzen aquest terme per a referir-se a aquells que viuen com a víctimes de la societat moderna, apartats del mercat de treball, vivint dels serveis socials, captaires i també persones que es guanyen la vida de maneres mal vistes per la societat, com ara lladres, estafadors, prostitutes, traficants de drogues, etc., però que depenen de l'economia formal per a sobreviure en el dia a dia.
En alguns països occidentals, s'utilitzà normalment aquest terme per a referir-se a la pobresa.